# تنمية السوق
تنمية السوق هي إستراتيجية تستهدف العملاء غير المقبلين على الشراء في قطاعات السوق المستهدفة حاليًا. وتستهدف أيضًا العملاء الجدد في القطاعات الجديدة. (Winer)
تستلزم إستراتيجية تنمية السوق توسيع السوق المرتقب من خلال مستخدمين جدد أو استخدامات جديدة. ويمكن تعريف المستخدمين الجدد على أنهم: قطاعات جغرافية جديدة، أو قطاعات سكانية جديدة، أو قطاعات مؤسسية جديدة، أو قطاعات سيكوغرافية جديدة. وهناك طريقة أخرى لزيادة المبيعات من خلال طرح استخدامات جديدة للمنتج.
ويجب على مدير التسويق التفكير في الأسئلة التالية قبل تنفيذ إستراتيجية تنمية السوق: هل هي مربحة؟ هل ستتطلب تقديم منتجات جديدة أو معدلة؟ هل تم إجراء الأبحاث حول العميل ومنفذ التوزيع وفهمهما بالشكل الكافي؟
يستخدم مدير التسويق هذه المجموعات الأربعة للتركيز بشكل أكبر على قرار القطاع السوقي: العملاء الحاليين، وعملاء المنافسين، والعملاء غير المقبلين على الشراء في القطاعات الحالية، والقطاعات الجديدة.